# 弗朗西斯·贝文
弗朗西斯·贝文（Emma Frances Bevan，1827年9月25日—1909年）是一位英国翻译家、诗人。
1827年9月25日，弗朗西斯出生于牛津，是奇切斯特主教菲利普·尼古拉斯·沙特尔沃思（Philip Nicholas Shuttleworth）的女儿。。她反对牛津运动领导人普西的普西主义(Puseyism)并写了“圣经不是传统”辩论)。
贝文姊妹的赞美诗主要是翻译德国中世纪虔敬主义的诗歌。
1856年4月30日，她嫁给银行家罗伯特·库珀·李·贝文（Robert Cooper Lee Bevan）为第二任妻子。他们育有九名子女： 
- 艾达·弗朗西斯·贝文（Ada Frances Bevan，1857 - 1861)
- 安东尼·阿什利·贝文（Anthony Ashley Bevan）教授 (1859 - 1933) ，剑桥大学三一学院施赈勋爵阿拉伯语教授（Lord Almoner's Professor of Arabic）. 东方学家和世界上最博学的阿拉伯学家之一。
- 休伯特·李·贝文 (Hubert Lee Bevan，1860 - 1939)
- 米利森特·艾达·贝文（Millicent Ada Bevan，1862 - 1946)
- 格拉迪斯·玛丽·贝文（Gladys Mary Bevan，1864 - 1947)
- 格温多琳·贝文（Gwendolen Bevan，1865 - 1937) ，嫁给剑桥大学三一学院施赈勋爵阿拉伯语教授格兰特·内维尔·基思-法尔科纳（Ion Grant Neville Keith-Falconer）。
- 埃德温·贝文（Edwyn Bevan，1870 - 1943),哲学家
- 伊妮德·伯莎·贝文（Enid Bertha Bevan，1872 - 1954)
- 内斯塔·海伦·韦伯斯特（Nesta Helen Webster，1875 - 1960), 有争议的作家，复兴了关于光照派的阴谋论

## 著作
- 诗集《永生之歌》("Songs of Eternal Life)，1858年
- 诗集《基督徒的赞美之歌》(Songs of Praise for Christian Pilgrims)，1859年，
- 诗集《在主的居所里歌唱》(Service of Song in the House of the Lord)，1884年
- 《Hymns of Ter Steegen, Suso and Others 》、《Hymns of Ter Steegen and Others 》，1895年。
- 诗歌《福音诗歌选集》(Come, a Selection of Gospel Hymns)1902年。
- 《威廉法勒的一生》
- 《约翰卫斯理的故事》。

著名诗作：
- 那日我神的宝贝不再藏于瓦器（No more in earthenvessels God's treasure then shall be）